# Planta lenhosa
Planta lenhosa, ou simplesmente lenhosa, é a designação dada às plantas que são capazes de produzir madeira como tecido de suporte dos seus caules. Os tecidos lenhosos ocorrem em plantas vasculares dotadas de um caule perene localizado acima da superfície do solo. Tipicamente, tais caules são recobertos por uma camada de espessa de casca, em geral terminando exteriormente por um ritidoma. Estes caules mantêm acima do solo o crescimento vegetativo contínuo da planta.
Uma planta perene com caule lenhoso verdadeiro contém madeira, um tecido primariamente composta por estruturas de celulose e de lenhina, que dá suporte ao sistema vascular responsável pelos movimentos de água e de nutrientes desde as raízes às folhas e de açúcares (fotosintatos) desde as folhas ao resto da planta.
A maioria das plantas lenhosas, que geralmente assumem a forma de árvores, arbustos, cactos ou trepadeiras perenes, forma novas camadas de tecido lenhoso em cada estação de crescimento, incrementando paulatinamente o seu diâmetro de tronco pela deposição de anéis anuais de nova madeira. Esta deposita-se nas partes exteriores do caule debaixo da casca, formando novo xilema.
Nas plantas lenhosas, a camada dermal foi modificada para proteger o tecido vascular, formando uma cobertura de tecido morto mais ou menos espessa, geralmente chamado ritidoma.
Em algumas monocotiledóneas, como as palmeiras e os dragoeiros, incapazes de produzir madeira no sentido literal do termo, ainda assim formam tecido lenhoso sob a forma de alburno produzido em feixes de células meristemáticas no interior do tronco. Nas palmeiras, o tecido lenhoso forma-se no centro do caule.
Embora não sejam muito comuns, algumas plantas anuais formam tecido lenhoso no seu único ano de crescimento, morrendo no final da estação de crescimento. Tipicamente estas plantas produzem caules herbáceos sem tecido morto de recobrimento, pelo que as ervas lenhosas não têm casca no sentido mais comum do termo, embora desenvolvam caules fortes com feixes vasculares. Neste tipo de plantas estão espécies como a Uraria picta e outras da família das Polygonaceae. Essas ervas não são verdadeiramente lenhosas, mas têm tecido lenhoso densamente agrupado em feixes ao longo dos seus caules.
Outras plantas herbáceas, como as pertencentes ao género Cycas, têm um tecido lenhoso chamado caudex, um tecido de condução vascular engrossado. A presença de caudex é frequente em espécies provenientes de habitats montanhosos o secos, nos quais algumas plantas xerófitas arbóreas acumulam caudex até formar um tronco lenhoso forte.